# شانس ایرلندی (فیلم ۱۹۴۸)
شانس ایرلندی (به انگلیسی: The Luck of the Irish) فیلمی به کارگردانی هنری کاستر است که در سال ۱۹۴۸ منتشر شد. کار نویسندگی این فیلم بر عهدهٔ فیلیپ دان بود. سسیل کلاوای به خاطر بازی در این فیلم نامزد دریافت جایزه اسکار بهترین بازیگر نقش مکمل مرد شد.

## بازیگران
- تایرون پاور[۲]
- آن بکستر
- لی جی. کاب
- سسیل کلاوای
- جوزف مایکل کریگن
- جین مدوز
- فیل براون